# Chilly Chill

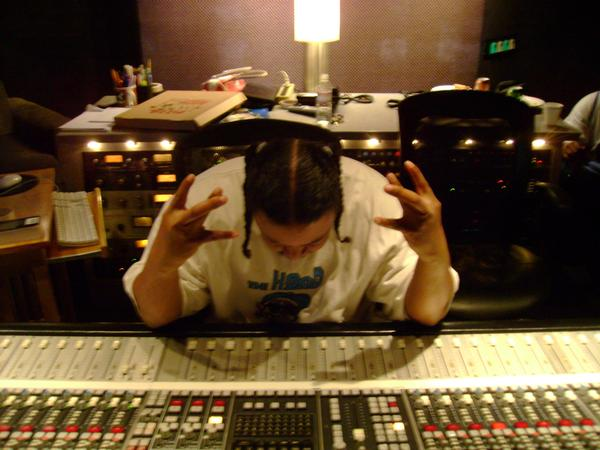
Chilly Chill no estúdio.

Chilly Chill é um produtor de hip hop platinado que tem produzido músicas para grandes artistas como: Ice Cube, RBX, Yo-Yo, WC , Da Lench Mob entre outros.